# Erwin Schneider (Politiker, 1961)
Erwin Schneider (* 11. Mai 1961 in Hölzling in der Gemeinde Pleiskirchen) ist ein deutscher Politiker (CSU). Er ist seit 2000 Landrat im Landkreis Altötting.

## Leben
Nach seinem Abitur machte Schneider eine landwirtschaftliche Lehre. Er studierte Agrarwissenschaften an der TU München und war danach Referent beim Bayerischen Bauernverband und Geschäftsführer beim Arbeitgeberverband Land- und Forstwirtschaft. Seit 2009 ist er im Verwaltungsrat der Sparkasse Altötting-Mühldorf.

## Politik
1980 trat Schneider in die CSU ein, wo er zunächst Kreis- und Bezirksvorstandsmitglied war. 1990 wurde er ehrenamtlicher Bürgermeister der Gemeinde Pleiskirchen und Kreisrat in Altötting. Von 1994 bis 2000 war er Mitglied des Bayerischen Landtags. Nachdem er 2000 zum Landrat des Landkreises Altötting gewählt worden war, legte er sein Landtagsmandat nieder. 
2020 wurde ein Strafverfahren gegen Schneider wegen Beleidigung von Demonstranten im Zuge der Eröffnung der Bundesautobahn 94 gegen Geldauflage in unbekannter Höhe seitens der Staatsanwaltschaft Landshut eingestellt.
Im Januar 2021 machte Schneider den Landkreis Altötting zu einem der „Vorreiter des digitalen Impfbelegs“. Gleichzeitig hat das Bundesgesundheitsministerium einen freiwilligen bundesweiten Digitalen Impfnachweis noch für 2021 angekündigt. In jedem Falle gelte ansonsten der papierene Impfausweis.

## Auszeichnungen
- 2013: Verdienstmedaille des Landes Oberösterreich